# Audi Sport quattro E2
De Audi Sport quattro E2, voluit Audi Sport quattro S1 E2, is een rallyauto die door Audi werd ingezet tijdens het Groep B-segment in het Wereldkampioenschap Rally, in de seizoenen 1985 en 1986. De auto was een evolutie van de originele Sport quattro, die zijn debuut halverwege het seizoen 1984 maakte. De tweede evolutie debuteerde een jaar later, en greep met rijders Walter Röhrl en Christian Geistdörfer naar de overwinning in de Rally van San Remo datzelfde jaar. Audi heeft de auto in slechts zes WK-rally's ingezet, voordat Groep B werd afgeschaft voor competitie.
De Sport quattro S1 E2 was de ultieme poging van Audi om het merk weer een dominante rol terug te geven in de rallysport, die het in het rallyseizoen 1984-1985 inmiddels was kwijtgeraakt aan de zeer succesvolle Peugeot 205 Turbo 16. Men ziet deze versie van de quattro dan ook als een waarin Audi de Groep B reglementen zo goed mogelijk heeft proberen na te streven. Deze versie was met 560 pk de krachtigste Groep B auto.

## Geschiedenis
Ondanks Audi's dominantie in het seizoen 1984, waarin het zowel naar het rijders- als constructeurskampioenschap greep, werd het merk geconfronteerd met serieuze oppositie van Peugeot, die dat jaar hun 205 Turbo 16 introduceerde in het kampioenschap, en daarmee gelijk succesvol waren. De nieuwe Sport quattro, die korter was in wielbasis en beter handelbaar moest blijken dan zijn voorganger, bleek niet het antwoord te zijn op de stormachtige ontwikkeling die de 205 T16 doormaakte, waarnaar ook andere automerken hun ideeën op tafel legden voor een soort gelijke aanpak die Peugeot nam.
Naarmate het verloop van 1985, zocht Audi naar mogelijkheden om meer rendement te halen uit hun Sport quattro, en begonnen aan de ontwikkeling van een tweede evolutie van het model, die al de problemen van zijn voorganger aan de zijlijn moest parkeren, maar wel moest vasthouden aan het principe van een longitudinaal geplaatste motor die voorbij de vooras gepositioneerd werd. Een centrumdifferentieel moest zorgen voor ongelijke verdeling aan kracht tussen de voor- en achteras. Onderdelen als radiators, oliekoelers en tanken werden allen naar de achterzijde verplaatst, waardoor extra ruimte beschikbaar kwam onder de motorkap, bedoeld voor een grotere turbo en meer in- en uitlaatmogelijkheden. Een handmatige zesversnellingsbak werd gehomologeerd, met daarnaast de mogelijkheid om een automatische te gebruiken. Het grootste verschil deed zich echter voorkomen in het uiterlijk vertoon, waar Audi een ultieme poging had gewaagd in het geval van aerodynamica. Ingenieurs hadden berekend dat, zelfs voor de modale snelheden die worden bereikt in de rallysport, luchtstroming om de auto tegen de grond aan te werken kon helpen om meer tractie te produceren, wat Audi al eens eerder hielp met de introductie van vierwielaandrijving. Hoewel de technische commissie van de FIA tot een bepaald maximum de breedte van een auto toe liet, bestonden er geen beperkingen over de hoogte die bepaalde aerodynamische hulpmiddelen konden hebben, waardoor Audi kwam aanzetten met een enorme achtervleugel, die volgens hen essentieel was om lucht door de achter geplaatste radiators te geleiden. Daarnaast had de auto ook de nodige uitbouw aan de voor- en zijkant, waardoor die een veel breder aanzicht kreeg. Audi bracht naar buiten dat deze versie ongeveer 450 Pk produceerde, al bleken deze cijfers al gauw boven de 500 te liggen en uiteindelijk met 560 pk de krachtigste Groep B auto te zijn.

### Competitief
Het debuut van de Sport quattro E2 (de FIA eiste vanaf 1985 dat bij evoluties de benaming 'E2' werd toegevoegd aan de naam) vond plaats tijdens de Noord-Amerikaanse Olympus Rally in juli 1985, een kandidatuurevenement voor het Wereldkampioenschap Rally, met Hannu Mikkola die de eer kreeg de eerste competitieve meters af te leggen met de auto. Hij won de rally op dominante wijze, echter het WK-debuut van de auto in Argentinië verliep minder opvallend, waarin rijder Stig Blomqvist vroeg in de wedstrijd al op moest geven met een gebroken oliepijp. Nog minder succesvol was het asfaltdebuut van de auto tijdens de Britse Ulster Rally, met Michèle Mouton achter het stuur, waar het op de eerste klassementsproef al aan de kant stond met een kapotte turbo. Tijdens de Finse ronde van het WK kon de auto pas voor het eerst echt uit de verf komen tegenover diens competitieve concurrentie, waarin Mikkola dan wel niet aan de finish kwam, maar Blomqvist lange tijd in het kielzog van de uiteindelijke winnaar Timo Salonen als tweede eindigde. Een vernietigende indruk werd pas gemaakt toen Walter Röhrl en Christian Geistdörfer op dominante wijze de Rally van San Remo dat jaar op hun naam schreven; Audi's eerste WK-overwinning van het seizoen. Röhrl-Geistdörfer wonnen het evenement, dat zowel op asfalt als gravel werd verreden, met ruim zes minuten voorsprong op Peugeot-rijder Salonen, waarvan hij ook het viervoudige aan klassementsproeven won. De seizoensafsluiter in Groot-Brittannië verliep weer moeizamer voor het team, waarin het voor het eerst gebruik maakte van een automatische versnellingsbak, de zogenaamde "PDK", waarmee Röhrl geen indruk kon maken en door een ongeluk uitviel, terwijl Mikkola in leidende positie moest opgeven met elektronische problemen.

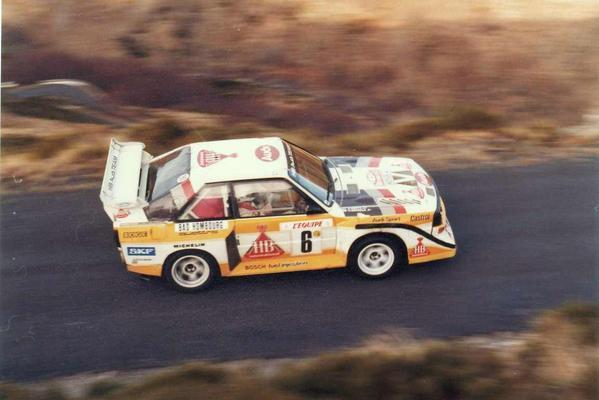
Mikkola op weg naar een derde plaats tijdens de Rally van Monte Carlo in 1986

Audi verscheen met Röhrl en Mikkola aan de start van de seizoensopener in 1986 in Monte Carlo, waar het een echte krachtmeting zou ondergaan met Peugeot en Lancia, de laatstgenoemde die op dat moment al de competitiviteit van hun nieuwe Delta S4 hadden bewezen. De auto bleek vooral in de handen van viervoudig winnaar van het evenement Walter Röhrl te kunnen gaan voor de eindoverwinning, echter een paar foute bandenkeuzes leverde grote problemen en tijdsverlies op voor Röhrl, waardoor hij ondanks het winnen van acht klassementsproeven moest consolideren voor een vierde plaats. Mikkola wist het enigszins nog goed te maken door als derde te eindigen, weliswaar achter een Peugeot en een Lancia. Het tweede optreden van de auto dat seizoen vond plaats in Portugal, waar alleen Röhrl als inschrijving van Audi aan de start verscheen. De Duitser greep naar een gedeeld snelste tijd op de altijd druk bezochte openingsproef te Sintra, nabij het circuit van Estoril, maar op diezelfde proef verongelukte Ford-rijder Joaquim Santos, waarbij vier toeschouwers (drie ter plekke) het leven lieten. Als reactie besloten alle fabrieksrijders zich terug te trekken uit de wedstrijd, waaronder Röhrl, die hierin ondersteund werd door de teambegeleiding van Audi Sport . Niet veel later in het seizoen verongelukten Lancia-rijders Henri Toivonen en Sergio Cresto met fatale gevolgen, waardoor de Groep B klasse een competitieverbod kreeg opgelegd ingaand vanaf het seizoen 1987. Audi besloot direct na deze beslissing niet meer terug te keren in het kampioenschap, aangezien zij het niet verantwoord meer vonden om nog door te kunnen gaan.

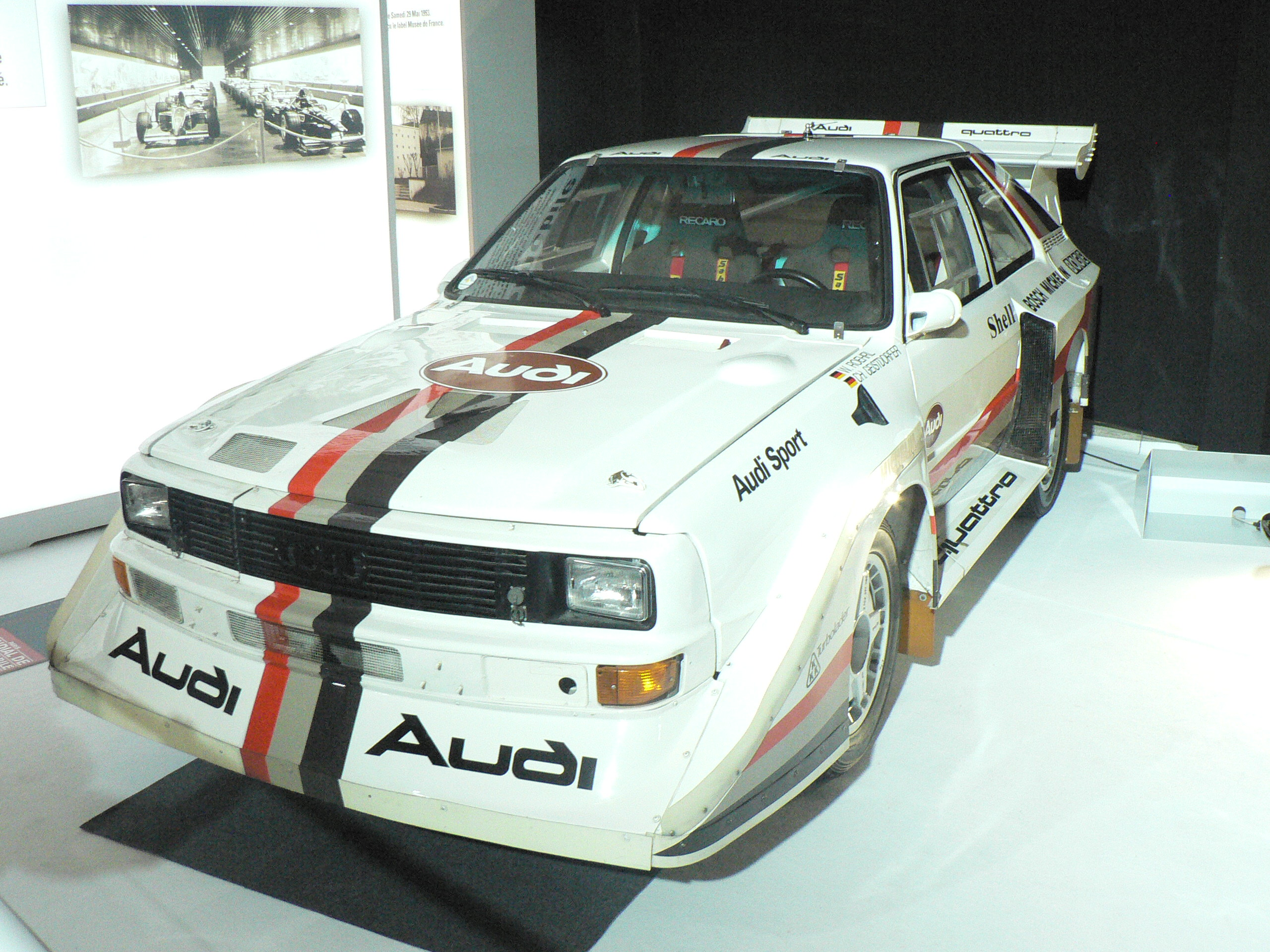
De Pikes Peak quattro uit 1987

De Sport quattro S1 E2 zag een vervroegd einde komen aan diens campagne in het WK, waarin het slechts in zes rally's actief is geweest. In 1987, toen Groep B in het WK niet meer was toegestaan, maar in verschillende andere disciplines nog wel, besloot Audi de auto in te zetten tijdens de Pikes Peak International Hill Climb, een bekend heuvelklim evenement in Colorado, Noord-Amerika. Het wordt gesuggereerd dat deze versie niet minder dan 698 Pk produceerde. Walter Röhrl wist er een nieuwe recordtijd mee neer te zetten.

## Specificaties
| Audi Sport quattro S1 E2 | Audi Sport quattro S1 E2 | Audi Sport quattro S1 E2                          |
| ------------------------ | ------------------------ | ------------------------------------------------- |
| Carrosserie              | Merk                     | Audi                                              |
| Carrosserie              | Type                     | Sport quattro S1 E2                               |
| Carrosserie              | Body                     | Coupé, 2-deurs                                    |
| Carrosserie              | Materiaal                | Kevlar en plastic                                 |
|                          |                          |                                                   |
| Afmetingen en gewicht    | Lengte                   | 4240 mm                                           |
| Afmetingen en gewicht    | Breedte                  | 1860 mm                                           |
| Afmetingen en gewicht    | Hoogte                   | 1344 mm                                           |
| Afmetingen en gewicht    | Wielbasis                | 2204 mm                                           |
| Afmetingen en gewicht    | Spoorbreedte voor        | 1465 mm                                           |
| Afmetingen en gewicht    | Spoorbreedte achter      | 1502 mm                                           |
| Afmetingen en gewicht    | Gewicht                  | 1090 kg                                           |
|                          |                          |                                                   |
| Technisch                | Motor                    | 5 cilinder in lijn, Turbo                         |
| Technisch                | Motor positie            | Voor, longitudinaal                               |
| Technisch                | Capaciteit               | 2121 cc                                           |
| Technisch                | Boring × Slag            | 79,5 × 85                                         |
| Technisch                | Ventielen per cil.       | 4                                                 |
| Technisch                | Nokkenas                 | Dubbel bovenliggend                               |
| Technisch                | Vermogen                 | 560 Pk/7500 tpm                                   |
| Technisch                | Max. koppel              | 590 Nm/5500 tpm                                   |
| Technisch                | Verbranding              | Injectie                                          |
| Technisch                | Transmissie              | Sequentiële 6-versnellingsbak                     |
| Technisch                | Aandrijving              | 4x4                                               |
| Technisch                | Ophanging                | McPherson veerpoten, schroefveren en schokbrekers |

## Complete resultaten in het Wereldkampioenschap Rally
| Seizoen | Rijders        | 1   | 2   | 3   | 4   | 5   | 6   | 7   | 8   | 9   | 10  | 11  | 12  | 13  | Pos. | Punten |
| ------- | -------------- | --- | --- | --- | --- | --- | --- | --- | --- | --- | --- | --- | --- | --- | ---- | ------ |
| 1985    |                | MON | ZWE | POR | KEN | FRA | GRI | NZL | ARG | FIN | ITA | IVK | GBR |     | 2    | 126    |
| 1985    | Stig Blomqvist |     |     |     |     |     |     |     | NF  | 2   |     |     |     |     | 2    | 126    |
| 1985    | Hannu Mikkola  |     |     |     |     |     |     |     |     | NF  |     |     | NF  |     | 2    | 126    |
| 1985    | Walter Röhrl   |     |     |     |     |     |     |     |     |     | 1   |     | NF  |     | 2    | 126    |
| 1986    |                | MON | ZWE | POR | KEN | FRA | GRI | NZL | ARG | FIN | IVK | ITA | GBR | VST | 4    | 29     |
| 1986    | Walter Röhrl   | 4   |     | NF  |     |     |     |     |     |     |     |     |     |     | 4    | 29     |
| 1986    | Hannu Mikkola  | 3   |     |     |     |     |     |     |     |     |     |     |     |     | 4    | 29     |